# ОШ „Лијешћа” Лијешћа
ОШ „Лијешћа” једна је од основних школа у општини Брод. Након рада као подручна школа, 20. јула 2006. године, је основана на предлог Скупштине општине Босански Брод. Регистрована је 6. децембра, а 26. јуна 2007. се одвојила од Основне школе „Свети Сава” Босански Брод.

## Историјат

### 1868—1903.
Идеја за оснивање школе се јавља 1868. године у организацији Одбора црквене општине у Лијешћу. Одобрење за подизање школе је издао дервентански кадија Идриз Имамовић у сагласности са Сулејманом Беговићем. Општина је за школу привремено изнајмила зграду Томе Јелића, у којој је настава отпочела средином 1870. године. Одмах у почетку се ова зграда указала премалом па је одбор био присиљен да купи кућу Андрије Јелића 1871. године. Школа је постављена на 15 метара размака од левог источног дела црквене зграде, састојала се од учионице, ходника и три просторије за учитељски стан. У учионици је било места за 40 ученика, а број се у то време кретао између 25 и 40. Учитељи су у то време предавали редовну наставу, веронауку и појање у цркви. Уговор између учитеља и црквене општине се обнављао сваке године.

### 1903—1931.
Од 1896—1903. године је била затворена и радила је као прикључена школа црквене општине у Босанском Броду. Дуги период неактивности је значајно утицао на народ, па је тадашњи председник црквеношколске општине Станоје Јелић иницирао да се у селу сагради државна основна школа. Према уговору из 1901. године црквена општина је за градњу школе поклонила земљиште, а држава је дала целокупни грађевински материјал.
У почетку 1902. године црквена општина купује земљиште од Васе Станковића и предаје га држави на располагање. У исто време се према уговору почиње са градњом школе која је завршена половином 1903. године. Школска зграда се састојала из једне учионице, ходника и учитељског стана, школског дворишта 1500 метара квадратних и оранице 8800 метара квадратних. Године 1918. се школско земљиште повећава за 8240 метара квадратних са кућом и поткућницом 2260 метара квадратних. Школа је почела са радом 9. септембра 1903. године када је бројала 79 ученика, настава се изводила целодневно.

### 1931—1995.
До 1931. године је радило једно комбиновано одељење састављено од првог до четвртог разреда. Школске 1931—32. године је бројало 84 ученика. Због великог броја ученика 1932. године су отворена два комбинована одељења, постојећа школска зграда је постала премала за нормално извођење наставе, зато се 1934. године врши надоградња још три учионице и једног учитељског стана. Проширењем школе се повећао број одељења и просветних радника. Године 1940. је садржала само три одељења.
Наставу од 1943—1945. године изводе са прекидима јер су школу запосели Немци. Школске 1945—1946. године наставу похађа укупно 121 ученик. Од 1945. до 1960. године број ученика се повећао, отварана су нова одељења виших разреда, а упоредо са тим се повећао и број просветних радника. Школске 1972—1973. године је било девет одељења, односно 313 ученика. Школа у Лијешћи је радила као организација удруженог рада до 1. јануара 1984. године кад је прикључена као подручна школа новоформираном ОШ „Бошко Буха” у Босанском Броду. Године 1991. у свом саставу је имала школе у Винској, Великој Брусници, четвороразредна одељења у Горњем Клакару, Доњем Клакару и Малој Брусници. Оваква организација је почела деловати од 1. јануара 1992. године, а престала је 4. марта 1992. због гранатирања подручја Лијешћа и Клакара.

### 1995—данас
Све до краја рата 1995. године, потписивања Дејтонског мировног споразума, школа није радила. У току рата школа је претрпела велика разарања, као и остали објекти по месним заједницама Винска, Доњи Клакар, Горњи Клакар и Брусница. Одмах по престанку рата приступило се обнови школских објеката донаторским средствима. У свом саставу је имала и спортску дворану која је остала без донаторске обнове до данас. Настава почиње поново децембра 1995. године када се ученици са подручја школе превозе у Брод, као једину школу на подручју општине.
Након обнове донаторским средствима настава у Лијешћу почиње школске 1996—1997. године као подручна школа „Мирослав Радовановић” у саставу Основне школе „Свети Сава” Српски Брод. Школске 2006—2007. године наставу је похађало 210 ученика распоређених у једанаест одељења. Настава се одвијала и у подручним месним заједницама у Винској, Горњем Клакару и Доњем Клакару у комбинованим одељењима од првог до петог разреда са бројем од око 80 ученика.
На предлог Скупштине општине Босански Брод 20. јула 2006. године је основана Основна школа „Лијешће” и уписана је у Мрежу школа Републике Српске. Регистрована је 6. децембра 2007. године у Основном суду Добој по називом Основна школа „Лијешће” Босански Брод са седиштем у Лијешћу, општина Босански Брод. Деловала је као Подручно одељење Основне школе „Свети Сава” Босански Брод до 26. јуна 2007. године када су се одвојиле.

## Догађаји
Догађаји основне школе „Лијешћа”:
- Светосавска академија[2]
- Дечија недеља[3]
- Дан планете Земље[4]
- Дан матерњег језика[5]
- Дан победе над фашизмом[6]
- Дан сећања на жртве холокауста, геноцида и других жртава фашизма у Другом светском рату[7]
- Међународни дан жена[8]
- Акција „Један слаткиш, једно дете”[9]